# Mario Cantaluppi
Mario "Lupo" Cantaluppi (Schlieren, 11 april 1974) is een voormalig voetballer uit Zwitserland die als verdediger speelde.

## Clubcarrière
Cantaluppi's professionele carrière begon bij Grasshopper-Club Zürich in 1990/91. Hij won dat seizoen de titel in de Axpo Super League. In 1994 maakte hij de overstap naar FC Basel, dat toen uitkwam in de Zwitserse tweede klasse. Met FC Basel dwong hij nog datzelfde seizoen promotie naar de hoogste klasse af.
Voor het seizoen 96/97 maakte hij de overstap naar Servette FC, waarmee hij in 97/98 derde in de competitie eindigde. In 98/99 keerde hij dan terug naar Grasshopper-Club Zürich. Hij kwam er geen enkele keer aan de bak en werd tijdens de winterstop getransfereerd naar zijn andere ex-club FC Basel.
Na een aantal ereplaatsen werd in 2002 de eerste titel in 22 jaar gehaald. Daarop volgde een UEFA Champions League-campagne in 2002-2003 waarin FC Basel de tweede groepsfase haalde en daarin nipt de duimen moest leggen voor Juventus en Deportivo in de strijd om de tweede plaats. (Juve en Depor haalden allebei een beter doelpuntensalso). Cantaluppi scoorde in de thuiswedstrijd tegen Juventus het eerste doelpunt voor FC Basel. De titel in de Zwitserse competitie werd dat jaar niet gehaald. Het seizoen erop was het wel weer raak voor FC Basel en Cantaluppi.
In 2004/05 maakte 'Lupo' de overstap naar het Duitse 1. FC Nürnberg, dat toen in de Bundesliga uitkwam. In zijn eerste seizoen kon de degradatie vermeden worden en in het tweede werd een mooie achtste plaats behaald.
Na deze Bundesliga periode tekende hij een overeenkomst bij FC Luzern, waar hij anderhalf seizoen actief zou zijn. Op 4 januari 2009 raakte bekend dat Sint-Truidense VV Cantaluppi overnam. Hij ondertekende er een contract van 2,5 jaar. Het eerste half jaar zou niet echt succesvol worden, met een degradatie naar de tweede klasse als gevolg. Het seizoen hierop werd met Cantaluppi in de basis echter de titel en de daaropvolgende promotie behaald.
Cantaluppi deed trainerservaring op bij Sint-Truidense VV. Twee keer per week stond hij Marc Lelièvre (beloftentrainer) bij. Hij verliet Sint-Truidense VV voor het Zwitserse SC Buochs waar hij speler-trainer werd.

## Interlandcarrière
Cantaluppi speelde 23 keer voor de Zwitserse nationale ploeg. Hij maakte zijn debuut op 10 februari 1997 in een vriendschappelijk duel tegen Rusland (1-2), dat werd gespeeld in Hongkong. Hij had een prominente rol in de kwalificatie voor Euro 2004. Maar hij werd uit de selectie van het hoofdtoernooi gelaten, na een aanvaring met bondscoach Köbi Kuhn. Dit betekende ook het einde van zijn interlandcarrière.
| Interlands van Mario Cantaluppi voor Zwitserland | Interlands van Mario Cantaluppi voor Zwitserland | Interlands van Mario Cantaluppi voor Zwitserland | Interlands van Mario Cantaluppi voor Zwitserland | Interlands van Mario Cantaluppi voor Zwitserland | Interlands van Mario Cantaluppi voor Zwitserland |
| №                                                | Datum                                            | Wedstrijd                                        | Uitslag                                          | Competitie                                       | Goals                                            |
| ------------------------------------------------ | ------------------------------------------------ | ------------------------------------------------ | ------------------------------------------------ | ------------------------------------------------ | ------------------------------------------------ |
| 1                                                | 10 Feb 1997                                      | Rusland – Zwitserland                            | 2–1                                              | Oefeninterland                                   |                                                  |
| 2                                                | 02 Apr 1997                                      | Zwitserland – Letland                            | 1–0                                              | Oefeninterland                                   |                                                  |
| 3                                                | 06 Aug 1997                                      | Slowakije – Zwitserland                          | 1–0                                              | Oefeninterland                                   |                                                  |
| 4                                                | 20 Aug 1997                                      | Hongarije – Zwitserland                          | 1–1                                              | WK-kwalificatie                                  |                                                  |
| 5                                                | 06 Sep 1997                                      | Zwitserland – Finland                            | 1–2                                              | WK-kwalificatie                                  |                                                  |
| 6                                                | 11 Oct 1997                                      | Zwitserland – Azerbeidzjan                       | 5–0                                              | WK-kwalificatie                                  |                                                  |
| 7                                                | 19 Feb 2000                                      | Oman – Zwitserland                               | 1–4                                              | Oefeninterland                                   | 17' 67'                                          |
| 8                                                | 23 Feb 2000                                      | V.A.E. – Zwitserland                             | 1–0                                              | Oefeninterland                                   |                                                  |
| 9                                                | 29 Mar 2000                                      | Zwitserland – Noorwegen                          | 2–2                                              | Oefeninterland                                   | 74'                                              |
| 10                                               | 26 Apr 2000                                      | Duitsland – Zwitserland                          | 1–1                                              | Oefeninterland                                   |                                                  |
| 11                                               | 16 Aug 2000                                      | Zwitserland – Griekenland                        | 2–2                                              | Oefeninterland                                   |                                                  |
| 12                                               | 02 Sep 2000                                      | Zwitserland – Rusland                            | 0–1                                              | WK-kwalificatie                                  |                                                  |
| 13                                               | 07 Oct 2000                                      | Zwitserland – Faeröer                            | 5–1                                              | WK-kwalificatie                                  |                                                  |
| 14                                               | 11 Oct 2000                                      | Slovenië – Zwitserland                           | 2–2                                              | WK-kwalificatie                                  |                                                  |
| 15                                               | 15 Nov 2000                                      | Tunesië – Zwitserland                            | 1–1                                              | Oefeninterland                                   | 20'                                              |
| 16                                               | 28 Feb 2001                                      | Zwitserland – Polen                              | 0–4                                              | Oefeninterland                                   |                                                  |
| 17                                               | 15 May 2002                                      | Zwitserland – Canada                             | 1–3                                              | Oefeninterland                                   |                                                  |
| 18                                               | 12 Oct 2002                                      | Albanië – Zwitserland                            | 1–1                                              | EK-kwalificatie                                  |                                                  |
| 19                                               | 16 Oct 2002                                      | Ierland – Zwitserland                            | 1–2                                              | EK-kwalificatie                                  |                                                  |
| 20                                               | 12 Feb 2003                                      | Slovenië – Zwitserland                           | 1–5                                              | Oefeninterland                                   |                                                  |
| 21                                               | 02 Apr 2003                                      | Georgië – Zwitserland                            | 0–0                                              | EK-kwalificatie                                  |                                                  |
| 22                                               | 30 Apr 2003                                      | Zwitserland – Italië                             | 1–2                                              | Oefeninterland                                   |                                                  |
| 23                                               | 20 Aug 2003                                      | Zwitserland – Frankrijk                          | 0–2                                              | Oefeninterland                                   |                                                  |

## Erelijst
FC Basel
- Zwitsers landskampioen

2002, 2004, 2005
- Zwitserse beker

2002, 2003